# NGC 2865
NGC 2865 este o galaxie eliptică situată în constelația Hidra. A fost descoperită în 1835 de către John Herschel. Se află la o distanță de 34,99 de megaparseci de Pământ.